# Беиратш, Жослен
Жосле́н Беира́тш (фр. Jocelin Behiratche; 8 мая 2000, Ямусукро) — ивуарийский футболист, защитник клуба «Александрия».

## Биография
Воспитанник итальянской академии «Джорджионе», где занимался с 2014 года. В 2020 году на правах аренды выступал за «Виртус Верона».
Профессиональную карьеру начал в Албании, подписав контракт с «Тираной» в 2020 году. За три сезона провёл более 70 матчей и стал чемпионом страны, а также обладателем Суперкубка Албании.
В 2023 году перешёл в «Динамо Сити», где провёл один сезон, после чего в 2024 году перебрался в молдавский «Шериф». Летом 2025 года подписал контракт с «Александрией» сроком до 2027 года с возможностью продления. За новый клуб дебютировал в матче квалификации Лиги конференций против сербского «Партизана».